# 〜Lefa〜
〜Lefa〜（リーファ）は、滋賀県を拠点に活動する日本の音楽ユニットである。

## メンバー
| 名前                                  | 担当               | 生年月日              | 出身地       | 在住地       |
| ------------------------------------- | ------------------ | --------------------- | ------------ | ------------ |
| akihiro 北川陽大（きたがわ あきひろ） | ボーカル           | 1978年6月14日（46歳） | 滋賀県長浜市 | 滋賀県長浜市 |
| hiroyuki 河野 弘行（こうの ひろゆき） | キーボード、ギター | 1983年5月25日（41歳） | 大阪府池田市 | 滋賀県長浜市 |

## 概略
2010年11月、 顔なじみ程度の知り合いであった北川陽大と河野弘行がイベントの為に急造ユニットを結成し初ライブを行ったところ音楽祭や商業施設からオファーが舞い込んだ。ユニット名は、「The lake is especially fantasy area」（直訳すると、「その湖は特別な幻想の場所」）の頭文字から名付けられた造語である。また、前後の波線（〜）は、湖面の「さざ波」を表している。
長浜市を拠点に活動し、2011年4月、長浜観光協会から観光PR隊の認定を受ける。
写真家の加藤正憲が音源をレコード会社に送ったことからデビューが決まり、2012年1月18日、J's Recordsより、シングル『心の華』をリリースした。長浜市に在住のまま、なおかつ長浜市をテーマにした楽曲とした。
2014年1月、同年3月19日より滋賀県在住者、または滋賀県にゆかりのある曲のためのレーベル『Water Of Life』を、所属事務所J'Sプロデュースと共同で設立し、同日に同レーベルからアルバムを発売することを発表した。レーベル名は、同郷長浜市出身の清水和彦のソロユニットThe Water Of Lifeが由来である。同レーベルはコロムビア・マーケティングとの提携により、滋賀県内に存在するものとしては初の全国流通が可能なレーベルとなる予定である。
2015年より同郷の滋賀県出身のプロ野球選手東北楽天ゴールデンイーグルス則本昂大の登場曲を歌っている。
この曲は同選手のための書き下ろし曲となっており、曲のタイトルは則本本人がつけている。
2015年6月24日に音源化されCDと配信によって発売された。
2017年6月、加藤登紀子、ゴスペラーズ、元THEBOOMの宮沢和史らと共に第一回びわ湖音楽祭に出演。びわ湖ホールを満席にし成功させている。

## 交流
音楽家としては加藤登紀子、イツカノオト、田村直美と交流が深く、彼らとはそれぞれコラボコンサートを開催している。
デビュー時より、全ての音源のアレンジ、レコーディングなどは角田崇徳が行っている。
また、登場曲に採用された『魂〜ユメノミチ〜』が縁で則本昂大本人との交流もあり、彼の後援会イベントには〜Lefa〜の2人が司会やコンサートを行う。
則本昂大の弟でもある則本佳樹とも交流があり、彼が楽天入団以前に所属していた山岸ロジスターズの選手当時に同チームの応援歌を制作している。

## 音楽以外の活動
近年はアーティスト活動と共に滋賀県を中心とした地域や行政との連携活動が多い。滋賀県立長浜北高等学校の校歌制作や犯罪被害者支援をはじめ、滋賀県を中心とした関西圏や、静岡県など東海圏での文化・芸術活動を参加・主催している。
また、ボーカルの北川陽大は上記の滋賀県立長浜北高等学校や滋賀県立長浜北星高等学校、滋賀県立八幡商業高等学校での講演や臨時講師としての授業を定期的に行うなど教育機関との関係性も深い。

## ディスコグラフィ

### シングル
| 枚 | タイトル                                        | 収録曲 | 発売日        | 規格品番   | 発売元                         | 最高位                                         |  |
| -- | ----------------------------------------------- | --- | ------------- | ---------- | ------------------------------ | ---------------------------------------------- |  |
| 1  | 心の華                                          | 1. 心の華 2. あなたを待っている 〜黒壁の街で〜 3. イノチツナイデ 4. 心の華（カラオケ） 5. あなたを待っている 〜黒壁の街で〜（カラオケ）                                                 | 2012年1月18日 | QACJ-10005 | J's Records                    | -                                              |  |
| 2  | 君の笑顔見たいから                              | 1. 君の笑顔見たいから 2. 琵琶湖周航の歌 3. 君の笑顔見たいから（カラオケ） 4. 琵琶湖周航の歌（カラオケ）                                                                                 | 2012年8月22日 | QACJ-10008 | J's Records                    | TBS『COUNT DOWN TV』週間47位（2012年9月1日付） |  |
| 3  | 少年のように                                    | 1. 少年のように 2. 瑠璃色の地球（カバー曲） 3. 少年のように（カラオケ） 4. 瑠璃色の地球（カラオケ）                                                                                     | 2013年5月29日 | QACJ-10009 | J's Records                    | TBS『COUNT DOWN TV』週間62位（2013年6月8日付） |  |
| 4  | 魂 〜ユメノミチ〜                               | 1. 魂 〜ユメノミチ〜 2. 君の笑顔見たいから コーラスバージョン 3. 魂 〜ユメノミチ〜（カラオケ） 4. 君の笑顔見たいから コーラスバージョン（カラオケ）                                     | 2015年6月24日 | B00YJFAQ6A | ワーナーミュージック・ジャパン | -                                              |  |
| 5  | 琵琶湖周航の歌 英語版 The Lake Biwa Rowing song | 1. 琵琶湖周航の歌 英語版 The Lake Biwa Rowing song 2. 琵琶湖周航の歌 3. 琵琶湖周航の歌 英語版 The Lake Biwa Rowing song (インストゥルメンタル) 4. 琵琶湖周航の歌 (インストゥルメンタル) | 2018年5月30日 | QACJ-10008 | ワーナーミュージック・ジャパン |                                                |  |

### LIVE会場限定シングル
|   | 発売日         | タイトル                  | 規格   | 規格品番 | 備考 |
| - | -------------- | ------------------------- | ------ | -------- | --- |
| 1 | 2016年11月23日 | 虹、あかね色の空に        | 12cmCD |          | 1. 虹、あかね色の空に 2. 君が咲いた 3. 虹、あかね色の空に(カラオケ) 4. 君が咲いた(カラオケ)                                       |
| 2 | 2019年1月16日  | エール 〜走りだせ未来へ〜 | 12cmCD |          | 1. エール 〜走りだせ未来へ〜 2. 山岸ロジスターズ応援歌 3. エール 〜走りだせ未来へ〜(カラオケ) 4. 山岸ロジスターズ応援歌(カラオケ) |

### アルバム
| 枚 | タイトル               | 収録曲 | 発売日        | 規格品番   | 発売元      | 最高位 |
| -- | ---------------------- | --- | ------------- | ---------- | ----------- | ------ |
| 1  | 〜Lefa〜               | 1. 君の笑顔見たいから (アルバムヴァージョン) 2. Days 3. あなたを待っている〜黒壁の街で〜 4. メモリーズ 5. 瑠璃色の地球 6. 少年のように 7. 琵琶湖周航の歌 8. イノチツナイデ 9. 君に咲く花 10. 心の華 (アコーステックヴァージョン)                      | 2014年3月19日 | QACJ-10005 | J's Records | -      |
| 2  | 〜Lefa〜2 アンティーク | 1. エール 〜走りだせ未来へ〜 2. パズル 3. 名前もない歌 4. 魂 〜ユメノミチ〜 5. アンティーク 6. 琵琶湖周航の歌 英語版 7. 山岸ロジスターズ応援歌 8. Never 9. 君が咲いた 10. 虹、あかね色の空に 11. きおくの中で 12. ボーナストラック （長浜北高校校歌） | 2021年1月13日 | QACJ-30039 | J's Records |        |

### オムニバス・アルバム収録曲
| 収録アルバム      | 曲名           | 発売日        | 規格品番   | 発売元      |
| ----------------- | -------------- | ------------- | ---------- | ----------- |
| ココロ ニ トドケ! | イノチツナイデ | 2012年7月25日 | QACJ-30025 | J's Produce |

### DVD
- 琵琶湖周航の歌（2013年）[18]
加藤正憲とのコラボレーション作品[18]

## タイアップ
| 楽曲                              | タイアップ                                                    |
| --------------------------------- | ------------------------------------------------------------- |
| 心の華                            | びわ湖放送『びわ湖カンパニー』2012年度2月度エンディングテーマ |
| 心の華                            | 「長浜・戦国大河ふるさと博」テーマソング                      |
| あなたを待っている 〜黒壁の街で〜 | 「長浜・戦国大河ふるさと博」テーマソング                      |
| 君の笑顔見たいから                | びわ湖放送『びわ湖カンパニー』2012年度9月度エンディングテーマ |
| 魂 〜ユメノミチ〜                 | 東北楽天ゴールデンイーグルス 則本昂大選手 2015年登場曲        |
| エール 〜走りだせ未来へ           | 山岸運送CMソング 社歌                                         |
| 山岸ロジスターズ応援歌            | 山岸ロジスターズ応援ソング                                    |